# Etisus splendidus
Etisus splendidus är en kräftdjursart som beskrevs av M. J. Rathbun 1906. Etisus splendidus ingår i släktet Etisus och familjen Xanthidae. Inga underarter finns listade i Catalogue of Life.